# Ferdinand Schröder (Pädagoge)
Franz Wilhelm Ferdinand Schröder (* 20. Oktober 1812 in Wismar; † 20. Dezember 1884 in Schwerin) war ein deutscher Theologe und Pädagoge.

## Leben

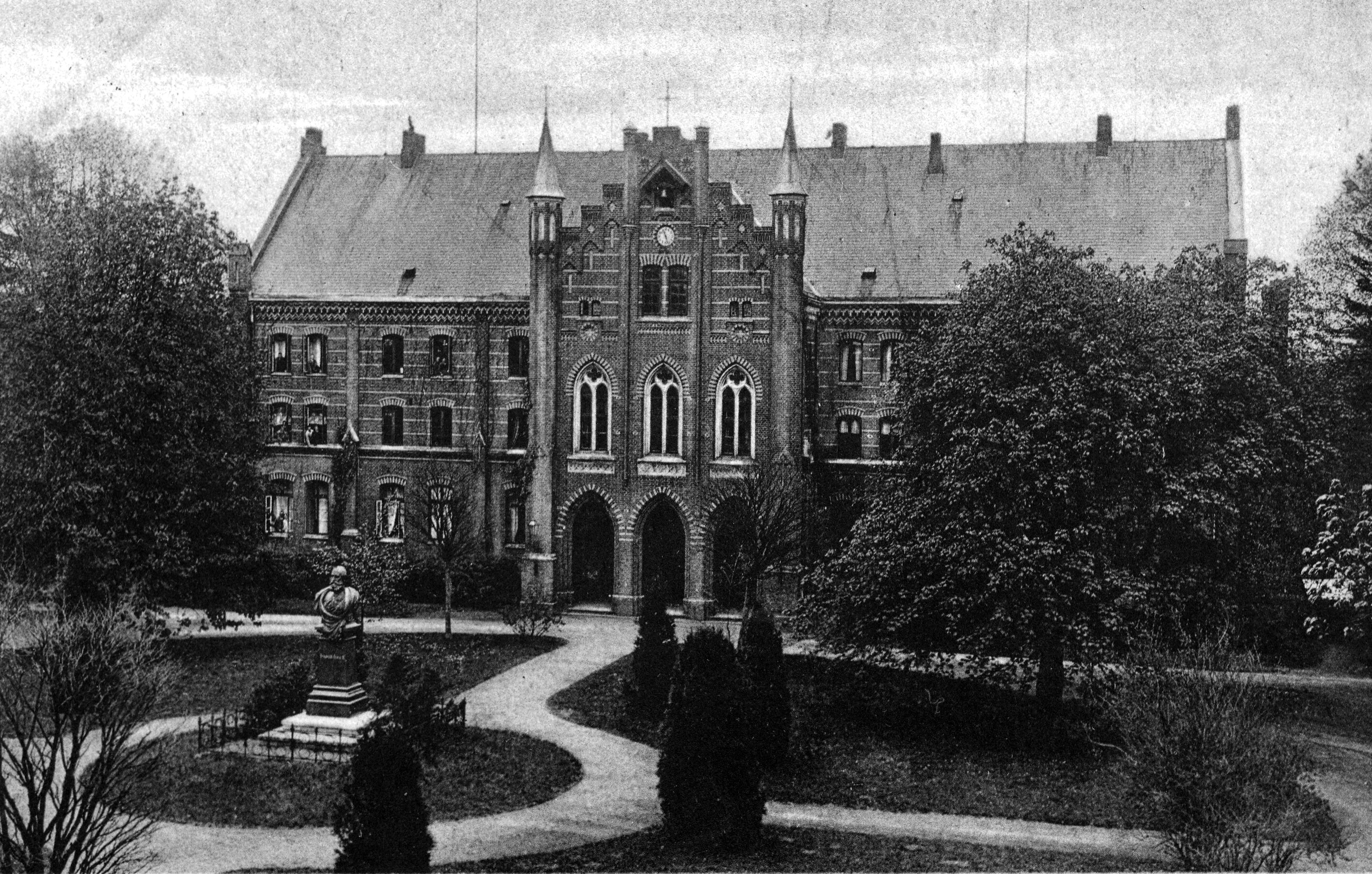
Lehrerseminar in Neukloster

Ferdinand Schröder besuchte die Gymnasien in Wismar, Güstrow und Rostock. Er studierte zuerst an der Universität Rostock und ab 1831 an der Friedrich-Wilhelms-Universität zu Berlin bei Friedrich Schleiermacher und Henrich Steffens.
1833 wurde Schröder Lehrer am Friedrich-Franz-Gymnasium (Parchim). 1843 kam er als Pastor an der Nikolaikirche in Schwerin. 1851 wurde er Referent im mecklenburgischen Unterrichtsministerium. Als Oberschulrat begleitete er die Verlegung des Lehrerseminars von Ludwigslust nach Neukloster und die Gründung der Landesblindenanstalt in Neukloster.
Von 1848 bis 1854 gab Schröder mit Karsten, Theodor Kliefoth, Otto Carsten Krabbe und Franz Delitzsch das Zeitblatt für die evangelisch-lutherische Kirche Mecklenburgs heraus.
1868 ging Schröder in den Ruhestand und zog ein Jahr später nach Rudolstadt. Als Gegner der preußischen Kirchenpolitik der 1870er-Jahre war er publizistisch aktiv. Auf Wunsch von Friedrich Franz II. (Mecklenburg) verteidigte er diesen gegen Friedrich Rogge (1808–1889) und dessen unter dem Pseudonym „Paul Welf“ erschienene Schrift Ein seltenes Leben (Zürich 1877).

## Schriften
- Ueber den Religionsunterricht in den höheren Classen gelehrter Schulen. Parchim 1835
- Ueber die moderne Bildung in ihrer geschichtlichen Entwicklung. Rostock 1862
- Der Norddeutsche Bund und Mecklenburg. Schwerin 1867
- Die ständische Basis der mecklenburgischen Verfassung und ihre Erhaltung. Leipzig 1874
- Vom Gehorsam gegen die Obrigkeit. Leipzig 1875 (anonym)
- Der Dichter F. W. Rogge und seine Beziehungen zu dem Großherzog von Mecklenburg-Schwerin. Leipzig 1877
- Die Beendigung des Culturkampfes und die evangelische Kirche. Gotha 1879